# I Wish It Would Rain Down
I Wish It Would Rain Down – singel Phila Collinsa z jego albumu ...But Seriously.
Piosenka osiągnęła sukces komercyjny pojawiając się na trzecim miejscu amerykańskiej listy przebojów, na siódmym w Wielkiej Brytanii oraz na miejscu trzecim w Belgii. W Kanadzie osiągnęła pierwsze miejsce i utrzymała je najdłużej spośród przebojów lat 90. (sześć tygodni).
Phil Collins nagrał dwie wersje tego utworu, na jednej z nich akompaniuje mu na gitarze Eric Clapton. W wersji tej występuje także duży chór gospel. Collins zaproponował Claptonowi wspólne wykonanie wskazując, że ta piosenka jest stworzona dla niego. Na gitarze basowej zagrał wówczas Pino Palladino. 